# 松平繁子
松平 繁子（まつだいら しげこ、1937年2月26日 - ）は、日本の脚本家。

## 来歴・人物
新潟県北魚沼郡湯之谷村（現・魚沼市）出身。実家は江戸時代から続く庄屋。
明治大学文学部仏文科卒業。同人誌をやりながら、人に勧められてシナリオ研究所に18期生として学ぶ。脚本家デビューは1972年の『浮世絵 女ねずみ小僧』といわれる。
過去には、佐藤悠、佐藤繁子、佐藤シゲ子のペンネームでも活動していた。
本人は、自分のことを自我が強いというよりも不器用で順応性が無いとし、そういったこともあって「ケンカ屋お繁」ともよく言われたと話していたことがある。剣道3段（1985年の時点）。

## 作品例
太字は、単独脚本と思われる作品。

### テレビドラマ（連続）
佐藤悠  名義
- 浮世絵 女ねずみ小僧（1972、フジ）

佐藤繁子 名義
- 木曽街道いそぎ旅（1973、フジ）
- 新・座頭市（1976、フジ）
- 華麗なる刑事（1977、フジ）
- 兄弟刑事（1977、フジ）
- 新 木枯し紋次郎（1977、東京12チャンネル）
- 大空港（1978、フジ）
- そば屋梅吉捕物帳（1979、東京12チャンネル）
- 江戸シリーズ
  - 江戸の激斗（1979、フジ）
  - 新・江戸の旋風（1980、フジ）
  - 江戸の朝焼け（1980、フジ）
  - 江戸の用心棒（1981、フジ）
- 87分署シリーズ・裸の街（1980、フジ）
- 悪党狩り（1981年、12ch / 松竹 / 藤映像コーポレーション）
- 闇を斬れ（1981、フジ）
- 警視庁殺人課（1981、朝日）
- 柳生十兵衛あばれ旅（1982、朝日）
- 影の軍団シリーズ（1982・1985、フジ）
- 花王 愛の劇場（TBS）
  - 妻の定年（1983）
  - 三どしま（1987）
- となりの女（1986、TBS - 金曜ドラマ）
- ノンちゃんの夢（1988、NHK - 連続テレビ小説）
- 旅少女（1987、NHK）
- 銀河テレビ小説（NHK）
  - 金婚式（1987）
  - あるときは妻（1989）
- 女ねずみ小僧（1989、フジ）
- 江戸中町奉行所（1992、テレビ東京）
- ママの転勤（1992、NHK - 金曜ドラマ）

松平繁子 名義
- 宝引の辰捕者帳（1995、NHK）
- 今夜もごちそうさま（1997、NHK - ドラマ新銀河）

### テレビドラマ（単発）
佐藤繁子 名義
- 恋人たちの忠臣蔵（1981年12月10日、日本テレビ）
- いじわる看護婦シリーズ 1・6・7（1982・1984、フジ、原作：長谷川町子）
- 支払い過ぎた縁談（1985年10月2日、TBS、原作：松本清張）

### 映画
佐藤繁子 名義
- リメインズ 美しき勇者たち（1990、松竹、監督：千葉真一）

## 著書
- 『妻の定年 長編小説』佐藤繁子 光文社 1983
- 『ノンちゃんの夢 長編小説』佐藤繁子 光文社 カッパ・ノベルス 1988
- 『あるときは妻』佐藤繁子 プラネット出版 1990